# Joaquim Pires de Carvalho e Albuquerque
Joaquim Pires de Carvalho e Albuquerque, primeiro barão e único visconde com grandeza de Pirajá, (Salvador, 1788 – Salvador, 29 de julho de 1848), muito conhecido no interior baiano por coronel Santinho, foi um nobre, senhor de engenho da Bahia e um dos principais heróis da guerra de Independência do Brasil.

## Biografia
Descendente, por sua mãe, da Casa da Torre de Garcia d’Ávila na Bahia, e, tanto pelo lado paterno quanto pelo lado materno, dos Cavalcanti de Albuquerque da Capitania de Pernambuco. Irmão do visconde da Torre de Garcia d’Ávila e do barão de Jaguaripe, não sendo o primogênito, não teve direito a suceder no morgado da família, mas couberam-lhe outros bens.
No início da década de 1820, logo após o retorno do rei Dom João VI de Bragança a Portugal, forçado pelas Cortes portuguesas, os reinóis dessas mesmas cortes desfaziam-se dos políticos que provinham do Brasil e representavam lá este país. Queriam fazer o Brasil retornar à mera condição de colônia, apesar de ter o Brasil uma economia muito mais forte que a de Portugal e de basicamente sustentar aquele país.
A essa mesma época, a cidade da Bahia era a rainha viúva, como lhe chamará na década de 1930 Stefan Zweig. Apenas em 1822, há 50 anos de ter deixado de ser a capital do brasil, motivo exclusivo de sua fundação em 1549, e centro do poder português na América até 1763. Portanto não seria de estranhar que nos albores do século XIX,  na Bahia, estivesse ainda parte considerável da aristocracia brasileira do açúcar, os senhores de engenho, que, insatisfeitos com a tentativa das cortes portuguesas de fazer o Brasil retornar ao estado de colônia, revoltaram-se com o presidente da província apontado pelas cortes para governar a província, o militar português Inácio Luís Madeira de Melo.
Senhor de engenho muito politizado na Bahia, Joaquim Pires de Carvalho e Albuquerque, o coronel Santinho, foi o primeiro a se rebelar militarmente contra a ditadura do português Madeira de Melo. Arregimentou índios seminus, armados de arco e flecha, e com eles fechou a estrada das Boiadas, utilizada para o abastecimento da cidade de Salvador. Foi também por influência de Santinho que seu irmão, Antônio Joaquim Pires de Carvalho e Albuquerque, futuro ´visconde da Torre de Garcia d’Ávila, abrigou na Casa da Torre soldados que haviam se rebelado contra o governo português da capital. Seu outro irmão, Francisco Elesbão Pires de Carvalho e Albuquerque, futuro barão de Jaguaripe, foi eleito presidente do Conselho Interino de Governo, que instalou-se na vila de Cachoeira e que contrapunha-se à Junta Provisória de Governo de Madeira de Melo, que, instalada em Salvador, não reconhecia a autonomia política do Brasil.
A tática do coronel Santinho de bloquear Pirajá e a estrada das Boiadas com os dois batalhões da Torre e, assim, o acesso a Salvador, foi muito bem-sucedida, pois, estando a cidade em uma península, com Pirajá sendo sua única ligação viável ao resto do continente, a partir de então as tropas portuguesas de Madeira de Melo passaram a sofrer com a fome. Apesar da declaração da Independência do Brasil em 7 de setembro por Príncipe-regente D. Pedro, no entanto, a intenção de Portugal era separar do Brasil sua mais rica província. Foi graças às forças dos senhores de engenho do Recôncavo Baiano que isto não aconteceu. Apesar de que Madeira de Melo insistisse militarmente por um ano sem provisões, os brasileiros, cujo mais importante líder foi o Coronel Santinho, resistiram.
Com suas tropas, o coronel Santinho viajou por todo o recôncavo baiano, abrindo mão dos próprios negócios e dinheiro pela causa.
Militarmente, era muito mais agressivo que o general Pedro Labatut, comandante maior da luta, e foi com seu apoio e o de outros senhores de engenho do Recôncavo que as tropas coloniais foram capazes de vencer as forças de Madeira de Melo. Militarmente, Pedro Labatut também utilizou-se da mesma estratégia militar traçada pelo Coronel Santinho quando do bloqueio da estrada das Boiadas.

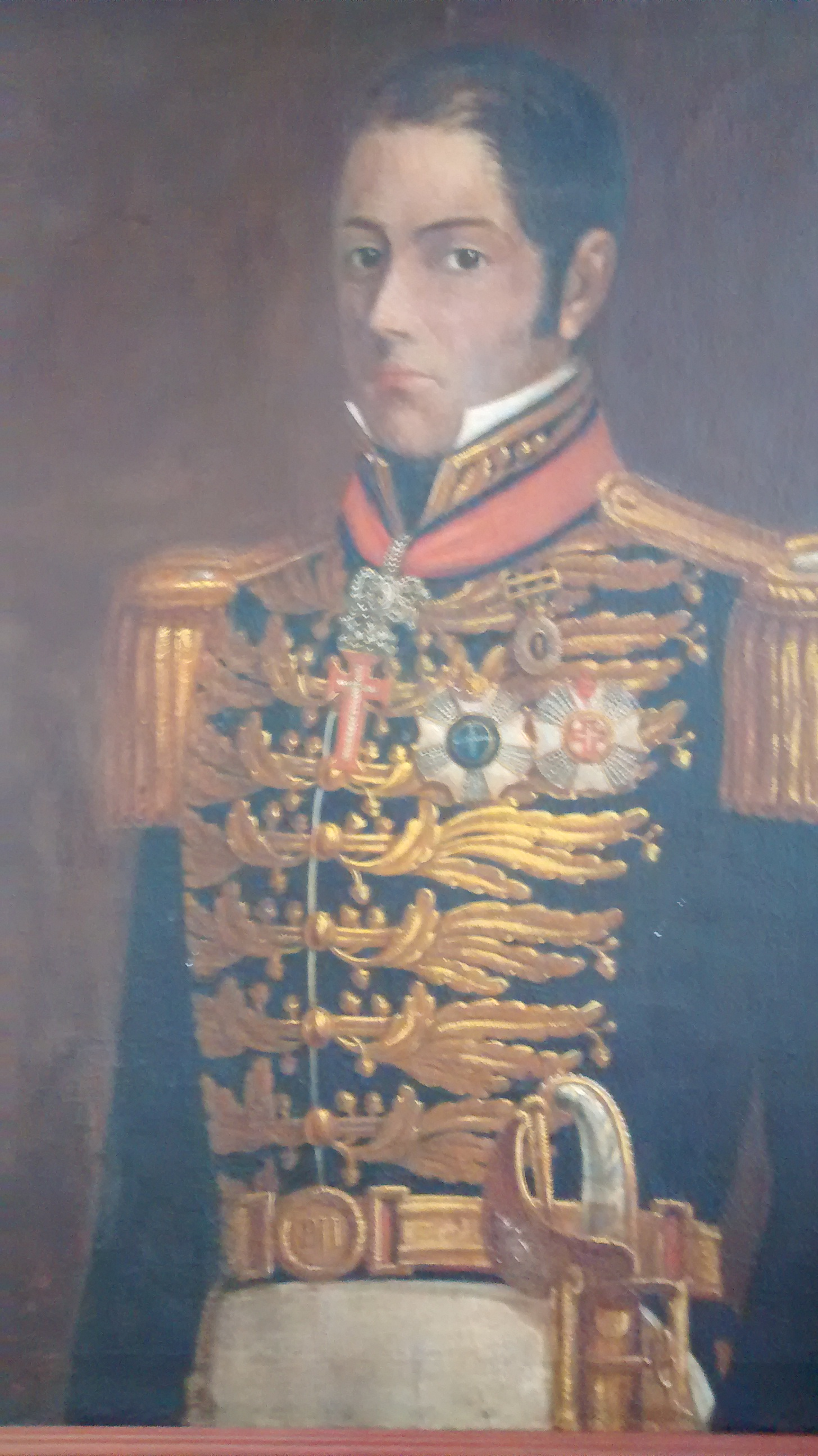
Visconde de Pirajá. Retrato do IGHB.

Devido a suas imensas demonstrações de patriotismo e de entrega pessoal durante as lutas de Independência em relação ao reino de Portugal, para formar o recém proclamado Império do Brasil, o coronel Santinho, recebeu o título nobiliárquico de barão de Pirajá e de visconde de Pirajá, e tornou-se amigo do Imperador Dom Pedro I.
Após a vitória de 2 de julho de 1823, sempre às custas de seus negócios e tirando dinheiro do próprio bolso, o coronel Santinho ainda dedicou todas as suas forças na luta contra as guerras civis que surgiram no nordeste brasileiro e que intencionavam estabelecer nas províncias de lá o sistema republicano, separando-as do restante do Brasil. Entre estas, esteve a Sabinada e a Confederação do Equador.
Ainda que tivesse uma relação muito boa com o então Imperador, em 1831, Dom Pedro I abdicou o trono brasileiro em favor de seu filho Pedro II mas seu herdeiro era muito jovem para ocupar o trono imperial, tendo conseguido começar o seu governo, aos catorze anos, somente em 1840, após o Golpe da Maioridade. O Império do Brasil passou por um conturbado período regencial. Em vista de todas essas confusões, Joaquim, já velho e doente, faleceu oito anos depois, em 1848, não tendo recebido nenhuma ajuda financeira do estado ou sido reconhecido durante o período regencial.
Todas essas lutas tiveram seu preço. Joaquim Pires de Carvalho e Albuquerque, o coronel Santinho, barão e depois visconde de Pirajá, faleceu pobre em relação a sua fortuna anterior, e também paranoico, à 29 de julho de 1848. Casou duas vezes. A primeira, a 28 de Janeiro de 1806, com D. Josefa Maria de Sá Pitta e Argollo, irmã de Antônio da Rocha Pita Argolo, 1.º conde de Passé (14.3.1860), de quem não teve filhos. A segunda vez, em 1812, com uma prima da primeira mulher, Maria Luísa de Teive e Argolo, que foi viscondessa de Pirajá e faleceu viúva a 19 de Abril de 1854 na Bahia, ambas de uma das mais antigas e nobres famílias da Bahia. Deste segundo matrimônio nasceram dois filhos: Ana Maria de São José e Aragão, que casou com seu tio Antônio Joaquim Pires de Carvalho e Albuquerque, visconde da Torre de Garcia d'Ávila, e José Joaquim Pires de Carvalho e Albuquerque, 2.º barão com grandeza de Pirajá (25 de Março de 1849), que casou mas não teve geração masculina, tendo uma única filha.

## Títulos
Feito barão aos 5 de maio de 1826 e visconde com honras de grandeza aos 12 de outubro de 1826.